# Krzysztof Konon
Krzysztof Konon (ur. 9 września 1974 w Brzegu Dolnym) – polski piłkarz (grający na pozycji pomocnika) oraz trener piłkarski.

## Kariera
Konon jest wychowankiem Moto Jelcza Oława, w którym to klubie zaczynał również seniorską karierę. W sezonie 1993/1994 w barwach Moto Jelcza został królem strzelców III ligi. W 1994 przeszedł do pierwszoligowego Sokoła Pniewy, gdzie, po przekształceniu pniewskiego klubu w Sokoła Tychy, grał do 1996 roku. Następnie przez rok grał w Zawiszy Bydgoszcz, po czym na krótko został piłkarzem Lecha Poznań, który był jego ostatnim pierwszoligowym zespołem. Ogólnie w I lidze Konon rozegrał 70 meczów i strzelił jedną bramkę. W latach 1998–2000 grał w drugoligowych klubach, odpowiednio Odrze/Varcie Opole, Świcie Nowy Dwór Mazowiecki oraz GKS Bełchatów. W latach 2001–2002 grał w Błyskawicy Gać, a rok później – w Foto-Higienie Oława. W 2003 roku zgłosił się na testy do Śląska Wrocław, ale nie został piłkarzem tego klubu. Zasilił natomiast szeregi Polaru Wrocław, gdzie zagrał jednak tylko w rundzie jesiennej, jako że pod koniec listopada 2003 roku nowy prezes klubu, Bogdan Ludkowski, relegował Konona do drużyny rezerw. Później kontynuował grę w klubach niższych lig. W 2010 roku rozpoczął karierę trenerską, prowadząc rezerwy Foto-Higieny Gać. Od 2011 roku jest grającym trenerem Czarnych Jelcz-Laskowice.
Na co dzień pracuje w zakładzie karnym w Oleśnicy.